# The Gordon Sisters Boxing
«The Gordon Sisters Boxing» — американский короткометражный боевик студии «Эдисон».

## Сюжет
Фильм показывает двух женщин-боксёров, которые участвуют в жарком спарринге и демонстрируют искусное мастерство.

## В ролях
| Актёр        | Роль            |
| ------------ | --------------- |
| Бесси Гордон | боксёр в чёрном |
| Минни Гордон | боксёр в белом  |